# Clarabelle Cow

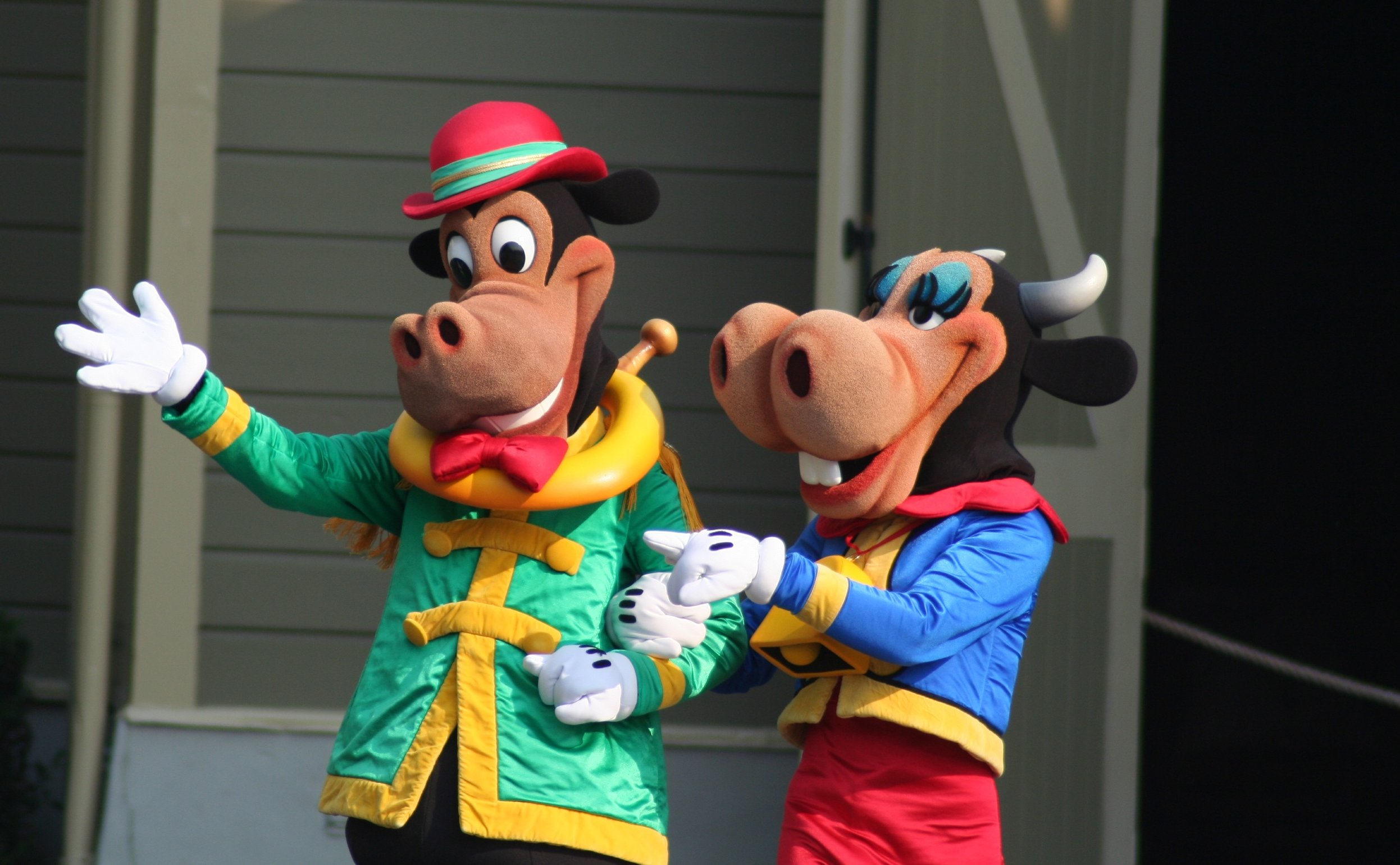

Clarabelle Cow („kráva Clarabelle“) je fiktivní postava vytvořená Ubem Iwerksem pro Walta Disneyho v roce 1928. Postava je přítelkyní koně Horsecollara a jedna z nejlepších kamarádek Minnie Mouse. Clarabelle hraje v drtivé většině jen doprovodné role. Poprvé se objevila po boku Minnie i Mickeyho Mouse ve filmu Plane Crazy z roku 1928.

## Filmy s Clarabelle Cow
1. 1928 – Plane Crazy
2. 1929 – The Plow Boy
3. 1929 – Mickey's Choo-Choo
4. 1929 – The Karnival Kid
5. 1930 – The Barnyard Concert
6. 1930 – The Shindig
7. 1930 – The Chain Gang
8. 1930 – Pioneer Days
9. 1931 – The Birthday Party
10. 1931 – Mother Goose Melodies
11. 1931 – Blue Rhythm
12. 1931 – The Barnyard Broadcast
13. 1931 – The Beach Party
14. 1932 – The Mad Dog
15. 1932 – Barnyard Olympics
16. 1932 – Mickey's Revue
17. 1932 – Mickey's Nightmare
18. 1932 – The Whoopee Party
19. 1932 – Touchdown Mickey
20. 1932 – Parade of the Award Nominees
21. 1933 – Mickey's Mellerdrammer
22. 1933 – Ye Olden Days
23. 1933 – Mickey's Gala Premiere
24. 1934 – Camping Out
25. 1934 – Orphan's Benefit
26. 1935 – The Band Concert
27. 1935 – On Ice
28. 1935 – Mickey's Fire Brigade
29. 1936 – Mickey's Grand Opera
30. 1936 – Mickey's Polo Team
31. 1937 – Mickey's Amateurs
32. 1938 – Boat Builders
33. 1941 – Orphan's Benefit (předělávka)
34. 1942 – All Together
35. 1942 – Mickey's Birthday Party
36. 1942 – Symphony Hour
37. 1983 – Mickey's Christmas Carol
38. 1988 – Who Framed Roger Rabbit
39. 1990 – The Prince and the Pauper